# Юрисконсульт
Юриско́нсульт (лат.  juris-consultus) — правовед, штатный работник организации (юридического лица), обеспечивающий соблюдение законодательства, как организацией, так и по отношению к организации со стороны иных участников правоотношений.

## История
Впервые юрисконсульты появились в Древнем Риме как знатоки права. Мнения указанных законом юрисконсультов при Августе признаны обязательными для судов. Как отмечал русский юрист и историк права Е. В. Васьковский, «первыми юристами в Риме были патроны. В лице их совмещались две профессии: юрисконсультов и адвокатов».
В современном виде институт юрисконсультов сформировался к началу XX века. По определению Малого энциклопедического словаря Брокгауза и Ефрона юрисконсульты — это юристы при государственных и общественных учреждениях и частных предприятиях, дающие свои заключения по частно-правовым вопросам, возникающим в делопроизводстве этих учреждений, и выступающие на суде в качестве поверенных.

## Классификация
Среди лиц, объединяемых понятием «юрист», юрисконсульт, безусловно, занимает особое место. Большинство юристов работает юрисконсультами в государственных и частных организациях.
Среди юрисконсультов выделяются: юрисконсульты, старшие юрисконсульты, ведущие юрисконсульты, главные юрисконсульты. Все чаще в крупных организациях, в штате которого более 10 юристов, юрисконсультам присваивают категории (от меньшего к большему): юрисконсульт, юрисконсульт второй категории, юрисконсульт первой категории, ведущий юрисконсульт, начальник отдела, начальник департамента правового обеспечения
Согласно квалификационному справочнику должностей руководителей, специалистов и других служащих, разработанным Институтом труда и утвержденным постановлением Минтруда России от 21 августа 1998 года № 37 юрисконсульты делятся по следующим категориям согласно стажу и образованию:
- юрисконсульт I категории — высшее профессиональное (юридическое) образование и стаж работы в должности юрисконсульта II категории не менее 3 лет;
- юрисконсульт II категории — высшее профессиональное (юридическое) образование и стаж работы не менее 3 лет;
- юрисконсульт — высшее профессиональное (юридическое) образование без предъявления требований к стажу работы или среднее профессиональное (юридическое) образование и стаж работы не менее 5 лет.

## Современный статус

### Юрисконсульт в Российской Федерации
В квалификационном справочнике должностей руководителей, специалистов и других служащих предусмотрена должность юрисконсульта, к которому предъявляются требования: высшее профессиональное (юридическое) образование без предъявления требований к стажу работы.